# Olympische Sommerspiele 1996/Teilnehmer (Kuba)
| Gelbes Symbol für Goldmedaillen mit stilisierten Olympischen Ringen | Graues Symbol für Silbermedaillen mit stilisierten Olympischen Ringen | Braundes Symbol für Bronzemedaillen mit stilisierten Olympischen Ringen |
| ------------------------------------------------------------------- | --------------------------------------------------------------------- | ----------------------------------------------------------------------- |
| 9                                                                   | 8                                                                     | 8                                                                       |

Kuba nahm an den Olympischen Sommerspielen 1996 in Atlanta, USA, mit einer Delegation von 164 Sportlern (111 Männer und 53 Frauen) teil.

## Medaillengewinner
Mit neun gewonnenen Gold-, acht Silber- und acht Bronzemedaillen belegte das Team der Ukraine Platz 8 im Medaillenspiegel.

### Gold
| Name/n | Sportart     | Wettkampf                         |
| --- | ------------ | --------------------------------- |
| Luis Ulacia Alvarez, Omar Linares Izquierdo, Orestes Kindelán Olivares, Alberto Hernández Pérez, Antonio Pacheco Massó, Juan Padilla Alfonso, Juan Manrqiue, Antonio Scull, Lazaro Vargas Alvarez, Miguel Caldes, Eduardo Paret, José Antonio Estrada González, Rey Isaac, Pedro Luis Lazo, Eliecer Montes de Oca, José Ariel Contreras, Omar Luis, Omar Ajete, Osmany Romero & Jorge Fumero | Baseball     | Herrenturnier                     |
| Maikro Romero | Boxen        | Fliegengewicht                    |
| Héctor Vinent | Boxen        | Halbweltergewicht                 |
| Ariel Hernández | Boxen        | Mittelgewicht                     |
| Félix Savón | Boxen        | Schwergewicht                     |
| Pablo Lara | Gewichtheben | Mittelgewicht                     |
| Driulis González | Judo         | Frauen, Leichtgewicht             |
| Filiberto Ascuy | Ringen       | Weltergewicht, griechisch-römisch |
| Taismary Agüero, Regla Bell, Magaly Carvajal, Marlenis Costa, Ana Ibis Fernández, Mirka Francia, Idalmis Gato, Lilia Izquierdo, Mireya Luis, Raisa O’Farrill, Yumilka Ruiz & Regla Torres | Volleyball   | Frauenturnier                     |

### Silber
| Name/n                 | Sportart       | Wettkampf                        |
| ---------------------- | -------------- | -------------------------------- |
| Arnaldo Mesa           | Boxen          | Bantamgewicht                    |
| Juan Hernández         | Boxen          | Weltergewicht                    |
| Alfredo Duvergel       | Boxen          | Halbmittelgewicht                |
| Ivan Trevegjo          | Fechten        | Degen, Einzel                    |
| Estela Rodríguez       | Judo           | Frauen, Schwergewicht            |
| Ana Fidelia Quirot     | Leichtathletik | Frauen, 800 Meter                |
| Juan Luis Marén Delis  | Ringen         | Federgewicht, griechisch-römisch |
| Rodolfo Falcon Cabrera | Schwimmen      | 100 Meter Rücken                 |

### Bronze
| Name/n                                      | Sportart       | Wettkampf                  |
| ------------------------------------------- | -------------- | -------------------------- |
| Oscar García, Elvis Gregory, Rolando Tucker | Fechten        | Florett, Mannschaft        |
| Israel Hernández                            | Judo           | Halbleichtgewicht          |
| Amarilis Savón                              | Judo           | Frauen, Superleichtgewicht |
| Legna Verdecia                              | Judo           | Frauen, Halbleichtgewicht  |
| Diadenis Luna                               | Judo           | Frauen, Halbschwergewicht  |
| Yoelbi Quesada                              | Leichtathletik | Dreisprung                 |
| Alexis Vila                                 | Ringen         | Papiergewicht, Freistil    |
| Neisser Bent                                | Schwimmen      | 100 Meter Rücken           |

## Teilnehmer nach Sportarten

### Baseball
- Herrenteam
Gold
- Kader
Alberto Hernández
Antonio Pacheco
Antonio Scull
Eduardo Paret
Eliecer Montes
Jorge Fumero
José Antonio Estrada
José Contreras
Juan Manrique
Juan Padilla
Lázaro Vargas
Luis Ulacia
Miguel Caldés
Omar Ajete
Omar Linares
Omar Luis
Orestes Kindelán
Osmani Romero
Pedro Luis Lazo
Rey Isaac

### Basketball
- Frauenteam
6. Platz
- Kader
Tania Seino
María León
Yamilé Martínez
Dalia Henry
Milayda Enríquez
Lisdeivis Víctores
Olga Vigil
Grisel Herrera
Biosotis Lagnó
Judith Águila
Cariola Hechavarría
Gertrudis Gómez

### Boxen
- Yosvany Aguilera
Halbfliegengewicht: 9. Platz
- Maikro Romero
Fliegengewicht: Gold
- Arnaldo Mesa
Bantamgewicht: Silber
- Lorenzo Aragón
Federgewicht: 5. Platz
- Julio González
Leichtgewicht: 9. Platz
- Héctor Vinent
Halbweltergewicht: Gold
- Juan Hernández Sierra
Weltergewicht: Silber
- Alfredo Duvergel
Halbmittelgewicht: Silber
- Ariel Hernández
Mittelgewicht: Gold
- Freddy Rojas
Halbschwergewicht: 9. Platz
- Félix Savón
Schwergewicht: Gold
- Alexis Rubalcaba
Superschwergewicht: 5. Platz

### Fechten
- Rolando Tucker
Florett, Einzel: 5. Platz
Florett, Mannschaft: Bronze
- Elvis Gregory
Florett, Einzel: 9. Platz
Florett, Mannschaft: Bronze
- Oscar García
Florett, Einzel: 20. Platz
Florett, Mannschaft: Bronze
- Iván Trevejo
Degen, Einzel: Silber
- Mirayda García Soto
Frauen, Florett, Einzel: 24. Platz
Frauen, Florett, Mannschaft: 6. Platz
- Milagros Palma
Frauen, Florett, Einzel: 35. Platz
Frauen, Florett, Mannschaft: 6. Platz
- Tamara Esteri
Frauen, Florett, Einzel: 41. Platz
Frauen, Florett, Mannschaft: 6. Platz

### Gewichtheben
- William Vargas
Bantamgewicht: 5. Platz
- Idalberto Aranda
Leichtgewicht: 8. Platz
- Pablo Lara
Mittelgewicht: Gold
- Carlos Hernández
Halbschwergewicht: 6. Platz
- Enrique Sabari
Halbschwergewicht: 12. Platz

### Judo
- Manolo Poulot
Superleichtgewicht: 21. Platz
- Israel Hernández
Halbleichtgewicht: Bronze
- Yosvany Despaigne
Mittelgewicht: 9. Platz
- Ángel Sánchez
Halbschwergewicht: 17. Platz
- Frank Moreno
Schwergewicht: 33. Platz
- Amarilis Savón
Frauen, Superleichtgewicht: Bronze
- Legna Verdecia
Frauen, Halbleichtgewicht: Bronze
- Driulys González
Frauen, Leichtgewicht: Gold
- Ileana Beltrán
Frauen, Halbmittelgewicht: 9. Platz
- Odalis Revé
Frauen, Mittelgewicht: 5. Platz
- Diadenys Luna
Frauen, Halbschwergewicht: Bronze
- Estela Rodríguez
Frauen, Schwergewicht: Silber

### Leichtathletik
- Iván García
200 Meter: 6. Platz
4 × 100 Meter: 6. Platz
- Norberto Téllez
800 Meter: 4. Platz
- Emilio Valle
110 Meter Hürden: 5. Platz
- Erik Batte
110 Meter Hürden: 8. Platz
- Anier García
110 Meter Hürden: Viertelfinale
- Andrés Simón
4 × 100 Meter: 6. Platz
- Joël Lamela
4 × 100 Meter: 6. Platz
- Joel Isasi
4 × 100 Meter: 6. Platz
- Luis Alberto Pérez
4 × 100 Meter: 6. Platz
- Omar Mena
4 × 400 Meter: Vorläufe
- Jorge Crusellas
4 × 400 Meter: Vorläufe
- Georkis Vera
4 × 400 Meter: Vorläufe
- Roberto Hernández
4 × 400 Meter: Vorläufe
- Javier Sotomayor
Hochsprung: 11. Platz
- Iván Pedroso
Weitsprung: 12. Platz
- Jaime Jefferson
Weitsprung: 31. Platz in der Qualifikation
- Yoelbi Quesada
Dreisprung: Bronze
- Aliecer Urrutia
Dreisprung: 15. Platz in der Qualifikation
- Yoel García
Dreisprung: 20. Platz in der Qualifikation
- Alexis Elizalde
Diskuswerfen: 9. Platz
- Roberto Moya
Diskuswerfen: 22. Platz in der Qualifikation
- Alberto Sánchez
Hammerwerfen: 13. Platz in der Qualifikation
- Emeterio González
Speerwerfen: 18. Platz in der Qualifikation
- Isbel Luaces
Speerwerfen: 28. Platz in der Qualifikation
- Eugenio Balanqué
Zehnkampf: 25. Platz
- Raúl Duany
Zehnkampf: 26. Platz
- Ana Fidelia Quirot
Frauen, 800 Meter: Silber 
Frauen, 4 × 400 Meter: 6. Platz
- Aliuska López
Frauen, 100 Meter Hürden: Halbfinale
Frauen, 4 × 100 Meter: Vorläufe
- Idalia Hechavarría
Frauen, 4 × 100 Meter: Vorläufe
- Dainelky Pérez
Frauen, 4 × 100 Meter: Vorläufe
- Liliana Allen
Frauen, 4 × 100 Meter: Vorläufe
- Idalmis Bonne
Frauen, 4 × 400 Meter: 6. Platz
- Julia Duporty
Frauen, 4 × 400 Meter: 6. Platz
- Surella Morales
Frauen, 4 × 400 Meter: 6. Platz
- Ioamnet Quintero
Frauen, Hochsprung: 17. Platz in der Qualifikation
- Lissette Cuza
Frauen, Weitsprung: 13. Platz in der Qualifikation
- Niurka Montalvo
Frauen, Weitsprung: 17. Platz in der Qualifikation
- Regla María Cárdeñas
Frauen, Weitsprung: 20. Platz in der Qualifikation
Frauen, Siebenkampf: 12. Platz
- Belsy Laza
Frauen, Kugelstoßen: 10. Platz
- Yumileidi Cumbá
Frauen, Kugelstoßen: 13. Platz in der Qualifikation
- Bárbara Hechavarría
Frauen, Diskuswerfen: 13. Platz in der Qualifikation
- Maritza Martén
Frauen, Diskuswerfen: 16. Platz in der Qualifikation
- Isel López
Frauen, Speerwerfen: 4. Platz
- Xiomara Rivero
Frauen, Speerwerfen: 5. Platz
- Odelmys Palma
Frauen, Speerwerfen: 11. Platz
- Magalys García
Frauen, Siebenkampf: 15. Platz

### Radsport
- Dania Pérez
Frauen, Straßenrennen, Einzel: ??
Frauen, Punkterennen: 18. Platz

### Ringen
- Wilber Sánchez
Halbfliegengewicht, griechisch-römisch: 5. Platz
- Lázaro Rivas
Fliegengewicht, griechisch-römisch: 5. Platz
- Luis Sarmiento
Bantamgewicht, griechisch-römisch: 6. Platz
- Juan Luis Marén
Federgewicht, griechisch-römisch: Silber
- Liubal Colás
Leichtgewicht, griechisch-römisch: 7. Platz
- Filiberto Azcuy
Weltergewicht, griechisch-römisch: Gold
- Reynaldo Peña
Halbschwergewicht, griechisch-römisch: 10. Platz
- Héctor Milián
Schwergewicht, griechisch-römisch: 5. Platz
- Alexis Vila
Halbfliegengewicht, Freistil: Bronze
- Carlos Varela
Fliegengewicht, Freistil: 17. Platz
- Alejandro Puerto
Bantamgewicht, Freistil: 15. Platz
- Yosvany Sánchez
Leichtgewicht, Freistil: 4. Platz
- Alberto Rodríguez Hernández
Weltergewicht, Freistil: 11. Platz
- Ariel Ramos
Mittelgewicht, Freistil: 8. Platz
- Wilfredo Morales
Schwergewicht, Freistil: 9. Platz

### Rudern
- Raúl León
Leichtgewichts-Doppelzweier: 16. Platz
- Alexis Arias
Leichtgewichts-Doppelzweier: 16. Platz

### Schießen
- Juan Miguel Rodríguez
Skeet: 8. Platz
- Guillermo Torres
Skeet: 20. Platz
- Servando Puldón
Skeet: 38. Platz

### Schwimmen
- Rodolfo Falcón
100 Meter Rücken: Silber 
200 Meter Rücken: 8. Platz
- Neisser Bent
100 Meter Rücken: Bronze 
200 Meter Rücken: 20. Platz
- Mario González
100 Meter Brust: 20. Platz
200 Meter Brust: 10. Platz

### Segeln
- Pedro Fernández
470er: 26. Platz
- Ángel Jiménez
470er: 26. Platz

### Volleyball (Beach)
- Francisco Álvarez
Herrenwettkampf: 7. Platz
- Juan Miguel Rosell
Herrenwettkampf: 7. Platz

### Volleyball (Halle)
- Herrenteam
6. Platz
- Kader
Freddy Brooks
Nicolás Vives
Ricardo Vantes
Joël Despaigne
Rodolfo Sánchez
Raúl Diago
Osvaldo Hernández
Alain Roca
Ihosvany Hernández
Angel Beltrán
Alexis Batle
Lazaro Marin
- Frauenteam
Gold
- Kader
Taismary Agüero
Regla Bell
Magaly Carvajal
Marlenis Costa
Ana Ibis Fernández
Mirka Francia
Idalmis Gato
Lilia Izquierdo
Mireya Luis
Raisa O’Farrill
Yumilka Ruiz
Regla Torres